# Rue de Saint-Senoch
La rue de Saint-Senoch est une voie du 17e arrondissement de Paris, en France.

## Situation et accès
La rue de Saint-Senoch est une voie publique située dans le 17e arrondissement de Paris. Elle débute au 32, rue Bayen et se termine au 45, rue Laugier.
Le quartier est desservi par la ligne de métro 2 à la station Ternes et par la ligne 3 à la station Pereire.

## Origine du nom
La rue porte le nom de la famille Haincque de Saint-Senoch, propriétaire des terrains.

## Historique
Cette voie est ouverte sous sa dénomination actuelle en 1906-1908 puis est classée dans la voirie de Paris par un décret du 2 décembre 1909.

## Bâtiments et lieux de mémoire
- No 7 : en 2003, la phoniatre Élisabeth Fresnel installe au rez-de-chaussée de cet immeuble un endroit unique en France, le Laboratoire de la voix, rassemblant l’ensemble des spécialistes des soins de la voix[1].
- No 9 : consulat du Portugal dans les années 1920[2].
- No 10 : le peintre Léo Fontan a résidé ici de 1920 à 1939, ainsi que, en 1960, l'artiste peintre impressionniste de l'école de Crozant Clémentine Ballot (1879-1964).
- No 14 : le 16 mars 2007, la moitié des habitants de l’immeuble se réunissent pour fêter les 100 ans de leur voisine, Élise Minvielle, surnommée tante Lisette, qui recevra à cette occasion 100 fleurs[3].
- No  17 : immeuble d'ateliers d'artistes construit en 1910 par l'architecte George Thirion et l'entreprise de l'ingénieur François Hennebique. Son ossature est en béton, clairement affirmée, le bois et le  métal étant utilisés pour les huisseries et  la  brique  pour le  remplissage.
- No 25 : l'écrivain Colette y résida de 1908 à 1911[4].

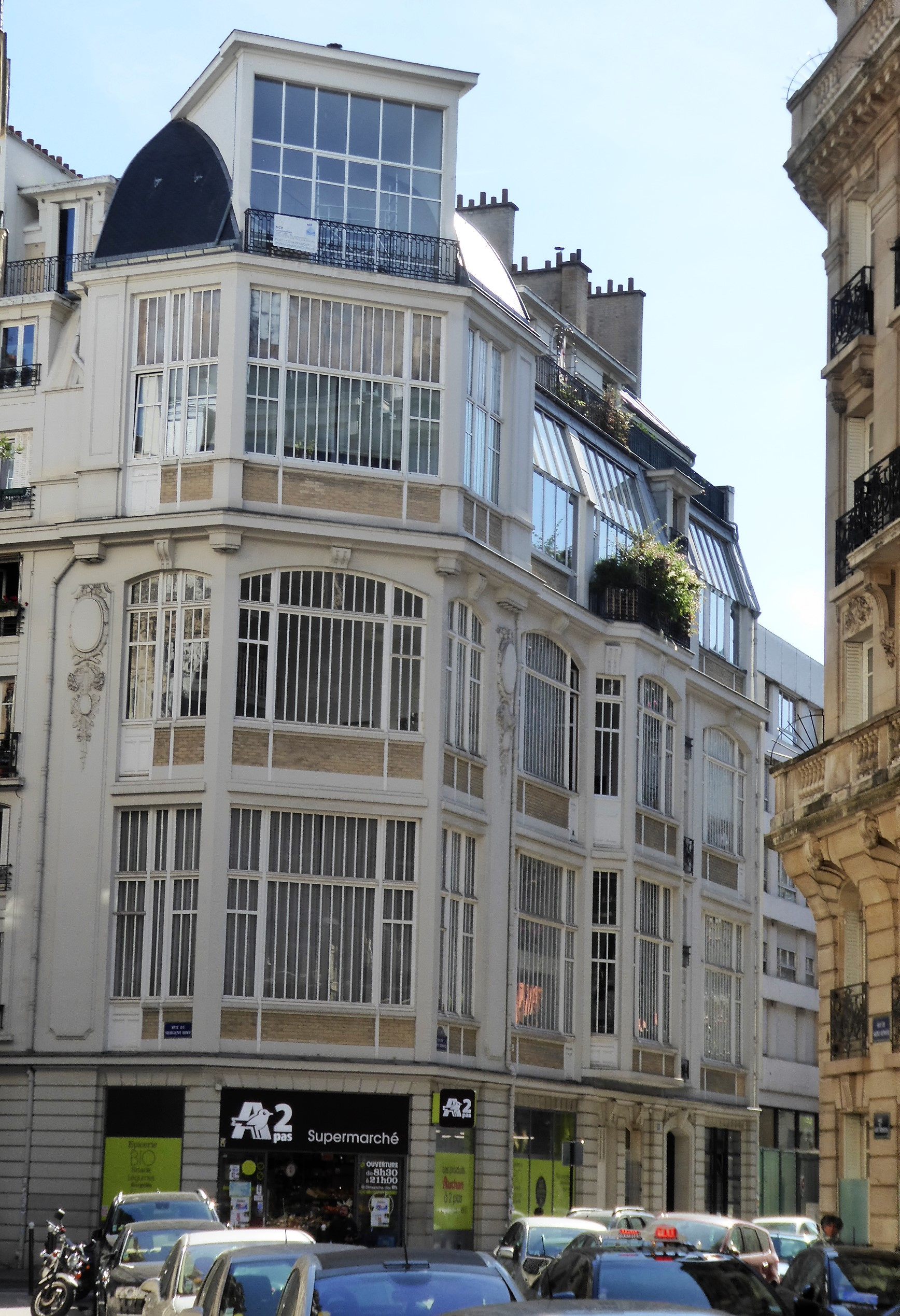
No 10 : ateliers d'artistes.
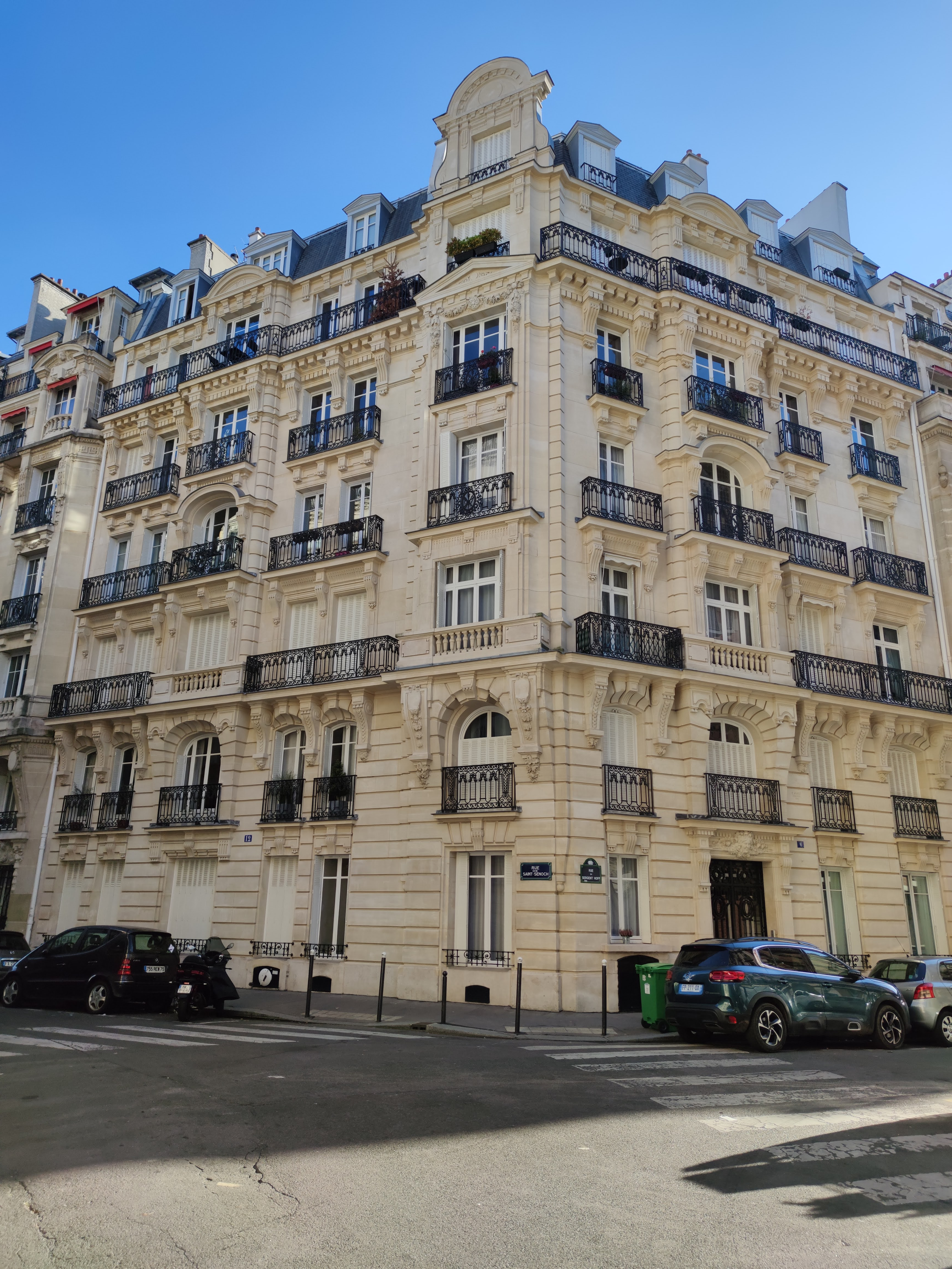
No 12 : à l'angle de la rue du Sergent-Hoff.
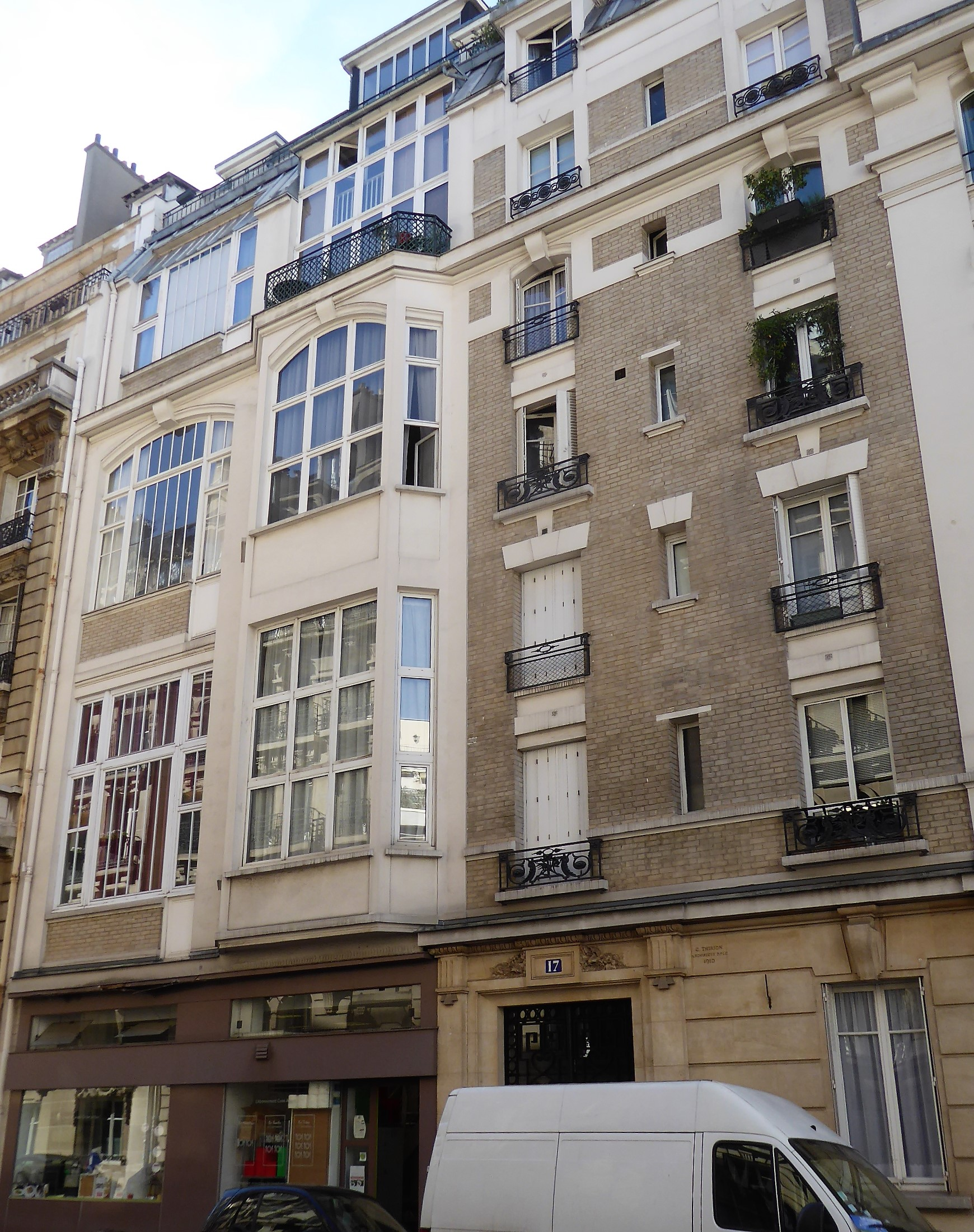
No 17.

## Au cinéma
- Le cinéaste Jean Choux a situé l'action de son film Un chien qui rapporte, sorti en 1932, dans un hôtel meublé de cette rue.